# Ахунджанов, Сабир Сабирович
Сабир Сабирович Ахунджанов (10 октября 1919, Ташкент — 13 апреля 2012, Ташкент) — советский, узбекский военный, генерал-лейтенант Советской Армии, ветеран Великой Отечественной войны, заслуженный работник культуры УзССР (1982), заслуженный наставник молодёжи УзССР (1989).

## Биография
Член ВКП(б)/КПСС с 31 декабря 1941 по 30 августа 1991 года.
Окончил Ташкентское Краснознамённое военное училище имени В. И. Ленина в 1940 году, Военную академию им. М. В. Фрунзе в 1955 году, Ферганский государственный педагогический институт в 1966 году (заочно).
- 1940—1941 гг. — Командир пулемётного взвода курсантов, Ахтырское военно-пехотное училище (УССР)[1]
- 1941—1945 гг. — Служба в РККА, участие в Великой Отечественной войне[1]
- 1945—1945 гг. — Помощник начальника оперативного отдела штаба, Центральная группа войск СССР (г. Прага, Чехословакия)[1]
- 1945—1946 гг. — Помощник начальника оперативного отдела штаба, Приволжский военный округ СССР (г. Куйбышев, РСФСР)[1]
- 1946—1946 гг. — Служебная командировка, Специальное задание Правительства СССР на территории Китайской Республики[1]
- 1946—1947 гг. — Помощник начальника отдела оперативной подготовки, всевобуча штаба, Туркестанский военный округ СССР (г. Ташкент, УзССР)[1] [2]
- 1947—1951 гг. — Военный комиссар, Байсунский район Сурхандарьинской области УзССР[1]
- 1951—1952 гг. — Заместитель военного комиссара (начальник первого отдела), Сурхандарьинская область УзССР[1]
- 1955—1958 гг. — Начальник противовоздушной обороны, 203-я стрелковая дивизия ТуркВО (г. Алма-Ата, КазССР)[1]
- 1958—1964 гг. — Командир, 55-й гвардейский мотострелковый полк 80-й гвардейской учебной мотострелковой дивизии ТуркВО (г. Каттакурган, г. Самарканд, УзССР)[1]
- 1964—1967 гг. — Военный комиссар, Ферганская область УзССР[1]
- 1967—1971 гг. — Заместитель военного комиссара, УзССР[1]
- 1971—1986 гг. — Начальник штаба гражданской обороны УзССР, заместитель начальника гражданской обороны УзССР[1]
- 1986—2012 гг. — На пенсии[1]
- 1987—1991 гг. — Председатель, Ташкентский городской Совет ветеранов войны и труда[1]
- 1991—1997 гг. — Заместитель председателя, Совета Союза ветеранских организаций РУз[1]

Избирался депутатом Ферганского и Ташкентского областных, Байсунского районного и Ташкентского городского Совета народных депутатов, а также — членом Ферганского, Ташкентского областных, Ташкентского городского и Байсунского районного комитетов Компартии Узбекистана.
Избирался членом ревизионной комиссии Компартии Узбекистана на XXI съезде партии (в январе 1986 года), членом Пленума и Президиума Республиканских обществ Красного Полумесяца, «Знание», книголюбов, ДОСААФ, членом Идеологической комиссии Ташкентского городского комитета Компартии Узбекистана, Председателем городской постоянной комиссии по социальному обеспечению и работе среди ветеранов войны и труда, комиссии топонимической и наградам Ташкентского горисполкома, членом Президиума Совета Союза ветеранских организаций СССР и республики.
Был членом Координационного Совета Союза ветеранских организаций СНГ (город Москва).

## Служба во время Великой Отечественной войны[1]
Служил в действующей армии на фронтах Великой Отечественной войны с 3 сентября 1941 года. За период войны в боях был дважды ранен и контужен.
Начал службу в звании лейтенанта в составе 1-го стрелкового полка входившего в состав Отряда особого назначения 40-й Армии (Юго-Западный фронт) - в августе 1941 года был назначен командиром автомобильного взвода, позже командиром пулеметного (станковых пулеметов) курсантского взвода.
Получил лёгкое ранение в середине сентября 1941 года во время обороны Киева и был отправлен в военный полевой госпиталь.
В ноябре 1941 года, после выздоровления был направлен в распоряжение командующего войсками Среднеазиатского военного округа. С декабря 1941 года по январь 1942 года занимал должность командира курсантов Харьковского пехотного училища, Среднеазиатский военный округ (город Наманган УзССР) - получил звание старшего лейтенанта.
С января 1942 года, командовал отдельной ротой автоматчиков 94-й отдельной стрелковой бригады, сформированной в городе Фергана УзССР. В августе 1942 года, бригада была передислоцирована в город Бабушкино для обороны Москвы и вошла в состав 3-й гвардейской армии Московской зоны обороны. С.С. Ахунджанов получив звание капитана был назначен помощником начальника 1-й части (оперативного отделения) штаба бригады.
В октябре 1942 года, 94-я отдельная стрелковая бригада была введена в состав 21-й армии Сталинградского фронта и участвовала в тяжелых и кровопролитных оборонительных боях за город Сталинград. В ноябре 1942 года, в составе этой бригады С.С. Ахунджанов участвовал в прорыве вражеской обороны на реке Дон в районе города Серафимович, в окружении, пленении и ликвидации Сталинградской группировки немецко-фашистских войск фельдмаршала Паулюса. Бригада понесла большие потери в ходе боев и в конце января 1943 года была расформирована.
С января по август 1943 года гвардии капитан С.С. Ахунджанов служил комендантом полевого управления штаба 3-й гвардейской армии в составе Юго-Западного фронта и принял непосредственное участие в боях при освобождении станиц Морозовск-Саливановск, Ильино, Первомайск, а также городов Глубокий, Каменск, Ворошиловград, Лисичанск (в ходе Ворошиловградской наступательной операции).
С августа 1943 по апрель 1944 года гвардии капитан С.С. Ахунджанов служил помощником начальника оперативного отделения оперативного отдела штаба 3-й гвардейской армии (в феврале 1944 года 3-й гвардейская армия была переведена в состав 4-го Украинского фронта). В ходе боёв он участвовал в освобождении Донбасса, Горловки, Артёмовска, Константиновска, Славянска, Краматорска, Красноармейского; в ночном штурме и освобождении Запорожья и ДнепроГЭСа; а также в овладении Большой Белозеркой (октябрь 1943 года); в форсировании реки Днепр и овладении Никополем (февраль 1944 года).
В октябре 1943 года, за проявленые доблесть и мужество в ходе военных действий, гвардии капитан С.С. Ахунджанов был награждён Орденом Красной Звезды.

Тов. Ахунджанов в период боевых действий в Донбассе работал на направлении 1-го гвардейского механизированного корпуса, 23-го танкового корпуса и 5-й гвардейской мотострелковой бригады. Несмотря на трудности получения сведений о действительном положении мототехчастей, действовавших в отрыве от пехотных соединений, тов. Ахунджанов все же справлялся с возложенной задачей и представлял данные своевременно. Своей работой тов. Ахунджанов помогал командованию нацеливать действующие части на выполнение поставленных боевых задач.
Тов. Ахунджанов достоин награждения Правительственной наградой – орденом Красной Звезды.
Исполняющий обязанности заместителя начальника оперативного отдела штаба 3-й гвардейской армии гвардии майор Халкиопов

5 октября 1943 года

С апреля 1944 по июнь 1945 года гвардии майор С.С. Ахунджанов служил помощником начальника оперативного отдела штаба 3-й гвардейской армии в составе 1-го Украинского фронта. В ходе боя 22 января 1945 года в районе города Ласк (25 км юго-восточнее города Лодзь, Польша) С.С. Ахунджанов получил тяжелое пулевое ранение в правую ногу с раздроблением бедренной кости но смог быстро встать на ноги и снова вернуться в строй. До окончания Великой Отечественной войны гвардии майор С.С. Ахунджанов принял участие в прорыве немецкой обороны и разрушении оборонительных сооружений на реке Нейсе; в боях по уничтожению окружённой группировки немецко-фашистских войск в лесных массивах юго-восточнее города Берлин; а также в штурме Берлина и Дрездена, и освобождении Праги.
В марте 1945 года, за образцовое выполнение боевых заданий и проявленные при этом доблесть и мужество гвардии майор С.С. Ахунджанов был награждён орденом Красного Знамени.

Гвардии майор Ахунджанов в период подготовки январско-февральской наступательной операции принимал непосредственное участие в разработке плана операции и отработке оперативных документов по планированию боя. Своей плодотворной работой содействовала быстрейшему доведению плана операции до войск. В ходе январско-февральской операции частыми выездами в войска в сложной обстановке устанавливал связь с частями и соединениями, контролировал выполнение боевых приказов командующего армией, чем содействовал успешному развитию операции. В период 18-22 января 1945 года, при выходе противника на коммуникации армии в районе северо-западнее ЗЕЛЮБ, тов. Ахунджанов, рискуя жизнью, поддерживал связь с 25-м танковым корпусом, при выполнении этого задания был тяжело ранен в ногу.
За проявленное мужество и храбрость, при выполнении задания в период 18-22 января 1945 года достоин Правительственной награды – ордена Красного Знамени.
Начальник оперативного отдела штаба 3-й гвардейской армии гвардии полковник Зелинский

20 марта 1945 года

В июне 1945 года, гвардии майор С.С. Ахунджанов был награждён орденом Отечественной войны I степени.

Тов. Ахунджанов в период наступательной операции юго-восточнее БЕРЛИНА выполнял обязанности начальника направления 25-го танкового корпуса и 3-й гвардейской танковой армии. К порученной работе относился добросовестно и с полной ответственностью. Всегда был в курсе боевых действий частей корпуса и танковой армии. Частыми выездами в войска выполнял ответственные задания командования, контролировал выполнение боевых приказов и своей работой способствовал успешному разгрому противника. В период Дрезденской операции принимал непосредственное участие в оформлении решений командующего армией и в обработке оперативных документов по планированию боя. В ходе операции обеспечивал связь с соседними армиями, правдиво информировал о положении соседей.
За свою самоотверженную работу тов. Ахунджанов заслуживает Правительственной награды – ордена Отечественной войны I степени.
Начальник оперативного отдела штаба 3-й гвардейской армии гвардии полковник Симагин

3 июня 1945 года

## Награды
Награждён 7 государственными орденами и более 18 медалями СССР, а также 10 медалями Республики Узбекистан, Российской Федерации, Монгольской Народной Республики, и Чехословацкой Социалистической Республики.
За годы Великой Отечественной войны имеет 20 благодарностей от Верховного Главнокомандующего. Награждён 10-ю Почетными грамотами Президиума Верховного Совета Узбекской ССР.
Имя генерал-лейтенанта С.С. Ахунджанова занесено в Книгу памяти Узбекистана, которая находится в Государственном музее Вооруженных Сил Республики Узбекистан. Парадная форма и ордена генерала являются частью экспозиций этого музея  .

## Книги
Книги, выпущенные С.С. Ахунджановым:
1. Борьба со стихией — дело всенародное (Ташкент, 1978).
2. Гражданской обороне Узбекской ССР — 50 лет (Ташкент, 1982).
3. Санитарная дружина в системе гражданской обороны (Ташкент, 1982).
4. Гражданская оборона Узбекистана на современном этапе (Ташкент, 1983).
5. Всемирно-историческое значение Победы советского народа в Великой Отечественной войне 1941—1945 гг. (Ташкент, 1985).
6. На страже завоеваний социализма и мира (Ташкент, 1987).